# 濕婆豪豬屬
濕婆豪豬（學名：Sivacanthion）是一屬已滅絕的豪豬，生存於中新世的巴基斯坦。儘管濕婆豪豬和現今的舊大陸豪豬十分相似，但並不是現今豪豬科的祖先。